# Superkubok Rossii 2018
La Supercoppa di Russia 2018 (ufficialmente in russo Суперкубок России 2018?, ''Superkubok Rossii 2018'') è stata la sedicesima edizione della Supercoppa di Russia.
È stata contesa il 27 luglio 2018 allo stadio Nižnij Novgorod dell'omonima città dalla Lokomotiv Mosca, vincitrice della Prem'er-Liga 2017-2018, e il CSKA Mosca, secondo in campionato, chiamato a partecipare in sostituzione del Tosno, club vincitore della Coppa di Russia 2017-2018 e dissolto nell'estate del 2018.

## Le squadre
| Squadre         | Qualificazione                          | Partecipazioni precedenti (il grassetto indica la vittoria)     |
| --------------- | --------------------------------------- | --------------------------------------------------------------- |
| Lokomotiv Mosca | Vincitrice della Prem'er-Liga 2017-2018 | 5 (2003, 2005, 2008, 2015, 2017)                                |
| CSKA Mosca      | Secondo nella Prem'er-Liga 2017-2018    | 10 (2003, 2004, 2006, 2007, 2009, 2010, 2011, 2013, 2014, 2016) |

## Tabellino
| Arbitro: | Bezborodov (San Pietroburgo) |

|  |           |               |
|  | Marcatori | 106’ Chosonov |